# Zdzisław Janeczek
Zdzisław Stanisław Janeczek (ur. 3 lipca 1954 w Siemianowicach Śląskich) – działacz podziemia niepodległościowego, polski historyk.
Syn Stanisława Kazimierza i Renaty Cecylii z domu Buroń; działacz opozycji antykomunistycznej i „Solidarności”, polski historyk. Badacz dziejów nowożytnej Polski, w szczególności zagadnień dotyczących powstań narodowych i Sejmu Wielkiego.

## Rodzina
Dorastał w rodzinie o tradycjach niepodległościowych (wujowie mamy: Domin Brandys (nr obozowy 1463), Augustyn Kadłubek (n.o 28870) i Józef Kozubik (n.o 11127), jako powstańcy śląscy zginęli w KL Auschwitz; ze strony ojca kultywowano pamięć roku 1863 i Legionów Józefa Piłsudskiego; stryjowie byli żołnierzami września 1939 r. i ZWZ-AK, najbliżsi członkowie rodziny walczyli w Powstaniu Warszawskim 1944 r., ojciec chrzestny Leopold Słowik był uczestnikiem wojny 1920 r. i kawalerem Krzyża Legionowego). Protoplaści w linii męskiej używali przydomka vel Bernach, co odnotowują od XVIII w. metryki kościoła pw. św. Franciszka Ksawerego w Krasnymstawie, pełniącego funkcję katedry chełmskiej.

## Działalność Naukowa
Studiował na Uniwersytecie Śląskim, w Katowicach, na Wydziale Nauk Społecznych – mgr 1977 r. Na Wydziale Historyczno-Filozoficznym Uniwersytetu Łódzkiego – dr 1987 r. Uczeń prof. Jana Lubicz-Pachońskiego i prof. Henryka Kocója. W latach 1977–1984 profesor szkoły średniej, wykładowca historii w I Liceum Ogólnokształcącym im. Jana Śniadeckiego w Siemianowicach Śląskich.; założył uczniowski „Teatr Faktu Historycznego”, w którego repertuarze znalazły się teksty oparte na literaturze Wielkiej Emigracji; zorganizował w 1980 r. uroczyste obchody 150 rocznicy Powstania Listopadowego; głównym punktem programu było widowisko historyczne. Od 1985 r. starszy asystent – Instytut Literatury i Kultury Polskiej UŚ w Katowicach; następnie od 1987 do 1992 r. adiunkt – Instytut Nauk Społecznych (Wydział Handlu, Transportu i Usług) w Uniwersytecie Ekonomicznym im. Karola Adamieckiego w Katowicach; adiunkt – Katedra Nauk Humanistycznych (Wydział Ekonomii) 1992–2007, starszy wykładowca – Katedra Zarządzania Publicznego i Nauk Społecznych (Wydział Ekonomii) od 2007 r. Ponadto pełnił obowiązki prodziekana ds. studenckich – Wydział Ekonomii 1996–1999, następnie prodziekana ds. edukacji – Wydział Ekonomii 1999–2002, był wieloletnim kierownikiem Zakładu Historii Gospodarczej i Politologii (Katedra Nauk Humanistycznych, Wydział Ekonomii) 1996–2008.
Autor 411 publikacji (autorskich zwartych, współautorskich zwartych i redakcji naukowych, niektóre były tłumaczone na języki obce: rosyjski, ukraiński i angielski), artykułów drukowanych m.in. w „Studiach Historycznych”, Roczniku Muzealnym, „Universitatis Gedanensis”, „Przeglądzie Historycznym”, Polskim słowniku biograficznym. Ponadto jego teksty ukazały się w cyklu Prac Instytutu Bibliotekoznawstwa Uniwersytetu Śląskiego, Prac Naukowych Uniwersytetu Śląskiego, Prac Naukowych Wydawnictwa Akademii Ekonomicznej im. K. Adamieckiego, Prac Naukowych Wydawnictwa Uniwersytetu Łódzkiego oraz Rozpraw Wydziału Historyczno-Filologicznego Towarzystwa Naukowego Katolickiego Uniwersytetu Lubelskiego, Wydawnictw Uniwersytetu Marii Curie-Skłodowskiej w Lublinie i Fundacji Polonia Restituta – Sulejówek. Osobną grupę stanowią publikacje będące owocem współpracy z Muzeami w Siemianowicach Śląskich, Chorzowie, Zamościu i Łucku oraz z Uniwersytetem w Mińsku („Biełorusskij sbornik” Sankt-Petersburg) i Uniwersytetem Śląskim w Opawie. Uczestnik ponad 70 międzynarodowych i krajowych konferencji naukowych. M.in. był zaangażowany w projekt Rozbite Imperium. Cykl konferencji i debat na stulecie odzyskania niepodległości przez państwa powstałe po upadku Imperium Rosyjskiego. Grant Ministerstwa Spraw Zagranicznych RP. Realizacja Fundacja Niepodległości, miejsce konferencji – Narodowa Akademia Nauk Ukrainy, Kijów 2017. Wówczas to zaprzyjaźnił się z prof. Jazapem Januszkiewiczem, białoruskim historykiem i literatem z Ziemi Mińskiej, badaczem twórczości Stanisława Moniuszki i dziejów powstania styczniowego na obszarze Wielkiego Księstwa Litewskiego. Preludium do tej znajomości było uczestnictwo w III Międzynarodowej Konferencji w Mińsku: „Kniga Biełarusi: Powiaz czasow” zorganizowanej przez Białoruską Bibliotekę Narodową, pod patronatem Ministerstwa Kultury Republiki Białoruskiej, Departamentu do Spraw Spuścizny Historyczno-Kulturalnej i Rewaloryzacji, Białorusko-Polskiej Komisji Konsultacyjnej do Spraw Spuścizny Historyczno-Kulturalnej, Mińsk 16–17 września 2003. Wcześniej w latach 1988–1991 pracował w Ogólnym Interdyscyplinarnym Zespole Naukowo-Badawczym „3 Maja w tradycji i kulturze polskiej” zawiązanym przy Instytucie Historii Uniwersytetu Łódzkiego. Ponadto uczestniczył w Międzynarodowym Sympozjum na temat: Powstanie Listopadowe: uwarunkowania – bilans – porównania zorganizowanym z inicjatywy Zarządu Głównego Polskiego Towarzystwa Historycznego i przy współudziale Polskiej Akademii Nauk Komitetu Nauk Historycznych i Instytutu Badań Literackich (Warszawa 1981), a także w Sympozjum Międzynarodowym nt. „Dzieło 3 Maja próbą ratowania niepodległości Rzeczypospolitej”, zorganizowanym przez Fundację „Polonia Restituta” w Warszawie 2 V 1991 r. Członek stałej Komisji Historii Śląska Stacji Naukowej Polskiej Akademii Umiejętności w Katowicach od 18 II 2014 r.; przewodniczący Rady Muzealnej Muzeum Miejskiego w Siemianowicach Śl. od 2010 r.; członek Komitetu Redakcyjnego „Rocznika Muzealnego” od 2002 r.; członek wspierający Związku Kombatantów Rzeczypospolitej Polskiej i Byłych Więźniów Politycznych w Krakowie – Koło Polskiej Akademii Nauk; członek Komitetu Założycielskiego Instytutu im. Wojciecha Korfantego w Katowicach z filią w Krakowie – instytucji promowanej przez TOZKP z oficjalnym poparciem Prezydium Polskiej Akademii Nauk w Krakowie oraz Zgromadzenia Ogólnego Polskiej Akademii Umiejętności; członek Towarzystwa Wiedzy Powszechnej, Stowarzyszenia Inżynierów Techników Górniczych (SITG) oraz Stowarzyszenia Dziennikarzy Polskich.

## Działalność Publiczna
Przynależał do NSZZ „Solidarność” Region Śląsko-Dąbrowski od 1 IX 1980 r. (w 1981 r. był delegatem Regionu Śląsko-Dąbrowskiego na Zjazd Historyków NSZZ „Solidarność” w Warszawie, podczas którego wyłoniono Komisję do rozmów z rządem w kwestii nowych programów podręczników historii), w latach 1980–1981 był współpracownikiem Międzyzakładowej Komisji Założycielskiej Niezależnego Samorządnego Związku Zawodowego „Solidarność” formującej się przy Kombinacie Budownictwa Węglowego „Fabud” w Siemianowicach Śląskich i konsultantem odpowiedzialnego za Radio „Solidarność”, Jerzego Cabona, pracownika Śląskich Zakładów Przemysłu Cukierniczego Hanka S.A.  Wchodził razem z Wiesławem Przybyłkiem i Marianem Ignasiakiem w skład redakcji organu prasowego tej struktury, ukazującego się od października 1980 r. „Biuletynu Informacyjnego NSZZ Solidarność KBW Fabud Siemianowice Śląskie”. Zajmował się kolportażem wydawnictw niepodległościowych i opozycyjnych. W latach 1980–1981 był członkiem Zarządu Regionalnej Komisji Historycznej przy NSZZ „Solidarność” Region Śląsko-Dąbrowski. Po wprowadzeniu stanu wojennego kontynuował działalność opozycyjną. Organizował pomoc dla rodzin osób internowanych, przechowywał pieczęcie i sztandary związkowe. W latach 1982–1989 prowadził kolportaż wydawnictw i ulotek opozycyjnych.
Od 2016 r. redagował dział historyczny Śląskiego Kuriera „Wnet”, którego naczelnym redaktorem była działaczka opozycji antykomunistycznej Janina Jadwiga Chmielowska; nawiązał wówczas współpracę z literatem i drukarzem Piotrem Hlebowiczem, działaczem podziemia niepodległościowego oraz Karolem Gwoździewiczem, kolporterem niezależnych wydawnictw, aktywistą podziemnej „Solidarności”, potomkiem legionisty J. Piłsudskiego i powstańców śląskich, bojowców Grupy „Wawelberga”.
Od 1978 r. członek i wieloletni wiceprezes Towarzystwa Przyjaciół Siemianowic Śląskich. W latach 1994–2005 – prezes Siemianowickiego Towarzystwa Oświatowego im. Wojciecha Korfantego (STO). Inne: radny miasta Siemianowice Śląskie z listy NSZZ „Solidarność” i Stronnictwa Demokratycznego (SD) – 1984–1988, dokooptowany z listy Siemianowickiego Towarzystwa Oświatowego im. Wojciecha Korfantego (STO) – 1994–1999, z listy Akcji Wyborczej „Solidarność” – 1999–2003; Zarząd Główny Krajowego Towarzystwa Obrony Zachodnich Kresów Polski z siedzibą w Krakowie członek od 2000 r., (w jego składzie współpracował z Jadwigą Rudnicką, działaczką społeczną, posłanką na Sejm I kadencji i senator VI kadencji, historykiem prof. Zygmuntem Woźniczką, Stanisławem Janem Rostworowskim, publicystą i katolickim działaczem społecznym, posłem na Sejm VI, VII, VIII kadencji, Teresą Stanek, córką Jana Emila Stanka komendanta Śląskiego Legionu AK oraz Arturem Janickim, znanym krakowskim dokumentalistą, scenarzystą, reżyserem i operatorem); Rada Programowa Stowarzyszenia „Polski Śląsk” (2003 r.), Komitet Społeczny „Polonia Restituta” – przewodniczący – 1994–1995, Fundacja „Pałac” członek założyciel – 1990 r., Rada Wydawnicza Muzeum Miejskiego w Siemianowicach Śląskich członek od 2002 r.

## Odznaczenia
- Krzyż Oficerski Orderu Odrodzenia Polski – 2020[7]
- Medal „Zasłużony Kulturze Gloria Artis” – brązowy – 2019[8]
- Złoty Krzyż Zasługi – 2009
- Srebrny Krzyż Zasługi – 1997
- Krzyż Wolności i Solidarności – 2019[9]
- Medal Stulecia Odzyskanej Niepodległości – 2019
- Medal Komisji Edukacji Narodowej – 1998
- Złota Odznaka Honorowa za Zasługi ... dla Województwa Śląskiego – 2014
- Medal Solidarności – 1996
- Medal Zasłużonemu dla Miasta Siemianowice Śląskie – 2005
- Laur Bytkowski – 2007 i Laur Siemiona – 2010 „w uznaniu naukowych zasług na niwie historii i kultury miasta” przyznane przez: Towarzystwo Przyjaciół Bytkowa oraz Towarzystwo Przyjaciół Siemianowic Śl.
- Odznaka Działacza Opozycji Antykomunistycznej (status osoby represjonowanej) – 2019
- Medal „Pro Bono Poloniae” – 2023.

## Wyróżnienia i nagrody
- Dwukrotny laureat Fundacji Nagród i Wyróżnień im. Bohaterów Wieży Spadochronowej w Katowicach (1996, 1998)
- Wyróżnienie na XIV Wrocławskich Targach Książki Naukowej przyznane za książkę: Ród Potockich w odmęcie historii (XVII-XX wiek). Wyd. AE. Katowice 2007 (2010)
- Wyróżnienie na XVI Wrocławskich Targach Książki Naukowej przyznane za książkę: Poczet dowódców powstań śląskich 1919–1920–1921. Wybrane sylwetki. Wyd. AE. Katowice 2010
- Laureat naukowej nagrody rektorskiej w latach: 1991, 1993, 1996, 1997, 1998, 1999, 2000. 2001, 2002, 2006. 2007, 2008, 2009, 2010
- Wyróżniony Laurem Prezydenta Miasta Siemianowice Śl. – w 1996 roku

## Najważniejsze publikacje
- Marszałek Wielki Litewski Ignacy Potocki (1750–1809). Katowice 1992.
- Górnicze varia. Katowice 1996.
- Siemianowicki słownik biograficzny. Suplement do monografii „Od Sancovic do Siemianowic”. Katowice 1996.
- Jan Zbigniew Lubicz-Pachoński. Szkic do portretu uczonego. Bibliografia prac prof. dr. hab. Jana Lubicz-Pachońskiego, [w:] Czasy Kościuszki i Napoleona. Jan Zbigniew Lubicz-Pachoński jako badacz epoki. Pod red. Zdzisława Janeczka. Wyd. AE. Katowice 2001; s. 13–97.
- Śląsk wobec polskich walk narodowowyzwoleńczych 1768–1918. Wyd. AE. Katowice 2001.
- Rola polityczna marszałka litewskiego Ignacego Potockiego w okresie Sejmu Wielkiego 1788–1792. Wyd. AE. Katowice 2005.
- Społeczno-patriotyczny wymiar nauczania kardynała Augusta Hlonda (1881–1948), [w:] Ks. Kardynał August Hlond. Pod. Red. Ks. G. Poloka. Wyd. Akademia Ekonomiczna im. K. Adamieckiego i Księgarnia św. Jacka. Katowice 2006, s. 99–169.
- Zapomniany dowódca. Pułkownik Jan Emil Stanek (1895–1961). Komendant Śląskiego Legionu Armii Krajowej. Wyd. Muzeum Miejskie. Siemianowice Śląskie 2007.
- Bytkowskie szkice historyczne. Wyd. Urząd Miasta. Siemianowice Śląskie 2009.
- Poczet dowódców powstań śląskich 1919–1920–1921. Wybrane sylwetki. Wyd. AE. Katowice 2009.
- Ród Potockich w odmęcie historii (XVII-XX wiek). Pod red. Z. Janeczka. Wyd. AE. Katowice 2007 [Wyd. drugie 2010].
- Powstańcy styczniowi „Grekami Europy”. Terror i przemoc w relacjach śląskiej prasy z polskiego powstania 1863 roku. Wyd. AE. Katowice 2013.
- Kpt. Henryk Aleksander Kalemba. Ofiara bezprawia i niechciany bohater. Wyd. Muzeum Miejskie w Siemianowicach Śl. Siemianowice Śląskie 2019.
- Górny Śląsk a wojna polsko-bolszewicka na łamach „Gwiazdki Cieszyńskiej”. Relacje i komentarze. Wyd. Muzeum Miejskie w Siemianowicach Śl. Siemianowice Śląskie 2020.
- Słowo o siemianowickiej „Solidarności”. Rocznik Muzealny. Siemianowice Śl. 2020/19, s. 5–101.
- Siemianowice i siemianowiczanie w powstaniach śląskich 1919–1920–1921. Wyd. Muzeum Miejskie w Siemianowicach Śl. Siemianowice Śląskie 2022.
- Siemianowickie „Ateny”. Jubileusz 100-lecia I Liceum Ogólnokształcącego im. Jana Śniadeckiego w Siemianowicach Śląskich 1923-2023. Wyd. Muzeum Miejskie w Siemianowicach Śl. Siemianowice Śląskie 2023.
- Mity i historie rodzinne. W poszukiwaniu własnych korzeni. Wyd. Muzeum Miejskie w Siemianowicach Śląskich. Siemianowice Śląskie 2024.